# Mercadólogo (profissão)
Mercadólogo (ou Profissional de Marketing), segundo os principais dicionários  brasileiros ("Aurélio" e "Houaiss"), é "pessoa ou profissional do  marketing". O termo, todavia, é quase sempre utilizado pela imprensa para  designar especificamente aqueles profissionais que fazem "marketing político". Contudo, como a expressão carrega um viés  depreciativo, estes preferem ser chamados de "profissionais do marketing político"  ou "consultores políticos".
A partir de 1991, os profissionais de marketing político passaram a contar com uma associação de classe, a ABCOP.

## Histórico
A ideia de "vender" (ou "promover") um candidato a cargo político como se este fosse um  sabonete (a alusão clássica feita ao uso do marketing na política) parece remontar  ao artigo "An Episode in the History of Social Research: a Memoir", escrito por Paul F. Lazarsfeld em 1969, em que ele compara a equivalência existente entre "o voto  socialista e a compra de um sabonete". No Brasil, embora ações que poderiam ser  definidas como "marketing político" já estejam presentes no governo de Getúlio Vargas, nos anos 1940, a profissionalização do setor só ocorreria mesmo com as  eleições presidenciais de 1989, envolvendo os candidatos Luiz Inácio Lula da Silva e Fernando Collor de Mello. A partir daí, estratégias elaboradas por  profissionais de comunicação passaram a ser encaradas como de importância vital para o  sucesso de uma campanha política.

## Consultoria política em questão
O Mercadólogo ou na nomenclatura correta, Consultor de Marketing Político, é um profissional de comunicação em marketing especializado em comunicação pública, política e eleitoral. Domina as áreas de pesquisa, produção de áudio, vídeo e gráfica. Executa o planejamento e a coordenação em campanhas, mandatos e governos.
De acordo com sua participação numa campanha eleitoral, os mercadólogos podem ser enquadrados em categorias de serviços, dos quais os mais importantes são:
- Coordenação de campanha
- Coordenação dos programas de televisão  e rádio
- Relações públicas
- Assessoria de imprensa

Outros serviços, mais especializados, envolvem a criação de "jingles", elaboração de malas diretas e bancos de dados, assistência técnica de informática e assessoria jurídico-eleitoral (visto que as regras estabelecidas pelo TRE costumam mudar a cada eleição).
Embora tais serviços possam ser prestados por membros dos partidos ou profissionais  avulsos, quase sempre os candidatos recorrem a empresas especializadas em marketing  político, que possuem ou montam equipes de apoio de acordo com os recursos financeiros  à disposição do contratante. Particularmente, a escolha do coordenador de campanha nas  eleições pós-1989, tornou-se um assunto de vital importância para os aspirantes a  cargos eletivos, independentemente de sua coloração política. Nomes como os dos  publicitários Nizan Guanaes e Duda Mendonça (apontado como um dos responsáveis  pela mudança na imagem pública de Lula em 2002) passaram a estabelecer os  parâmetros (inclusive de remuneração) pelos quais os profissionais de marketing  político buscam se guiar. Todavia, após os escândalos políticos de 2005, os princípios éticos de tais profissionais passaram também a ser mais questionados do que nunca.
Um outro problema, identificado por Scotto, diz respeito ao que fazem esses especialistas em marketing político entre uma eleição e outra: ao que se dedicam, do que vivem e qual o seu grau de vinculação com a política? Pelo perfil traçado pela pesquisadora, verifica-se que a grande maioria deles trabalham com a mídia (jornalistas, relações públicas), institutos de pesquisa ou agências de publicidade (das quais, muitas vezes, são os donos e o único publicitário). Estes porém são aventureiros tentando explorar um mercado que consideram de dinheiro fácil durante as eleições.
A exemplo do que acontece em democracias maduras, como os Estados Unidos, há logicamente muitos profissionais sérios no mercado brasileiro. Profissionais que trabalham continuamente no Marketing Eleitoral (durante as eleições) e no Marketing Político (nos períodos intermediários) assessorando pré-candidatos, mandatários e administrações públicas. Os Consultores sérios normalmente são ligados a associações reconhecidas, como a ABCOP - Associação Brasileira de Marketing Político, ALACOP - Associação Latino-americana de Marketing Político e a IAPC - International Association of Political Consultants.